# Напіванклав

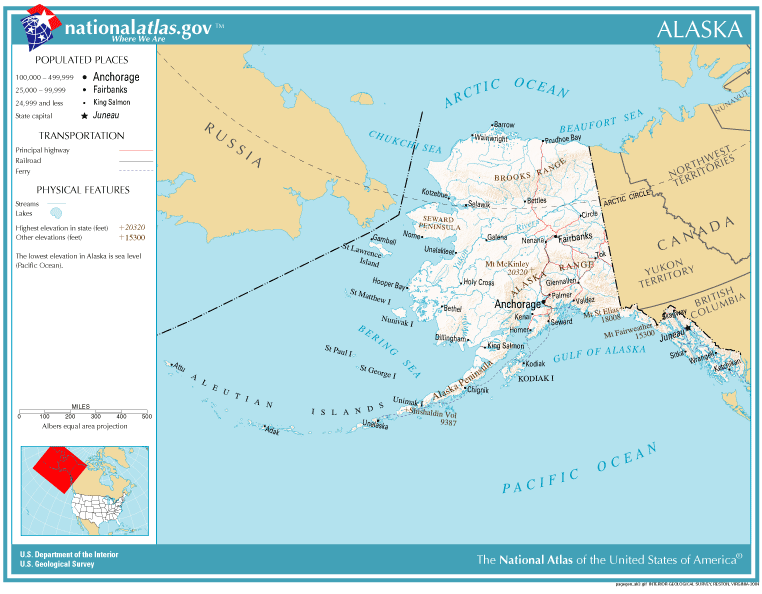
Аляска — напіванклав.

Напіванклав — країна, яка межує лише з однією країною і має вихід до моря, або територія, яка відділена від основної частини країни і усією своєю територією межує з однією країною, але має вихід до моря.

## Приклади
- Монако (відносно Франції)
- Південна Корея (відносно Північної Кореї)
- Данія (відносно Німеччини)
- Бруней (відносно Малайзії)
- Португалія (відносно Іспанії)
- Гамбія (відносно Сенегалу)
- Папуа Нова Гвінея (відносно Індонезії)
- Велика Британія та Ірландія (взаємні напіванклави)
- Гаїті та Домініканська Республіка (взаємні напіванклави)
- Катар (відносно Саудівської Аравії)
- Східний Тимор (відносно Індонезії)
- Канада (межує по суші лише з однією державою і має вихід до моря)
- Гібралтар (відносно Іспанії)
- Форт Сант-Анджело, що адміністративно належить до Мальтійського ордену, оточують Середземне море і лише одна держава Мальта, напіванклавом якої він є.
- Мусандам — мухафаза (провінція) Оману, оточена на півдні і здебільшого на заході територією ОАЕ, омивається Перською і Оманською затоками та є напіванклавом відносно ОАЕ.